# オオハゲコウ
オオハゲコウ（大禿鸛、Leptoptilos dubius）は、コウノトリ科に分類される鳥類。

## 分布
インド（アッサム州）、カンボジア

### 絶滅した分布域
タイ、ネパール、バングラデシュ、ベトナム、ミャンマー、ラオス南部

## 形態
全長145-150センチメートル。体重5-8キログラム。翼開張260-290センチメートル。頭部から頸部にかけて羽毛が無く、暗赤色の皮膚が裸出する。背の羽衣は黒、胸部や腹部の羽衣は白い。頸部基部は襟巻き状の白い羽毛で被われる。雨覆の色彩は黒く、風切羽の色彩は濃灰色。
虹彩は白い。嘴は黄色や淡褐色、薄灰色。喉や頸部の下には袋状の皮膚（喉嚢、頸嚢）が垂れ下がる。これは熱を発散させたり、求愛の時に役立つと考えられている。後肢は暗赤色や薄灰褐色。

## 生態
非繁殖期には干潟、マングローブ林、氾濫林、草原などに生息する。繁殖期には湖沼、湿原、氾濫林などに生息する。
食性は動物食で、動物の死骸、魚類、両生類、爬虫類、鳥類、小型哺乳類、昆虫、甲殻類などを食べる。
繁殖形態は卵生。オスは上を見上げながら、嘴を打ち鳴らし（クラッタリング）メスに求愛する。集団繁殖地（コロニー）を形成する。10-翌1月に森林内にある地上から12-23メートルの高さにある大木の樹上に木の枝を組み合わせた巣を作り、2-4個（主に3個）の卵を産む。

## 人間との関係
市街地の周辺ではゴミ捨て場や屠殺場などでゴミや動物の死骸を漁ることもある。
営巣地では本種が発する騒音や臭いから嫌遠されることもある。
開発による生息地の破壊、水質汚染などにより生息数は激減している。1990年代における生息数はインドで126ペアと非繁殖個体が455羽以上、カンボジアで100羽以下の計800羽以下と推定されている。